# Neon de Suro
Neon de Suro és un fullet monogràfic de divulgació del grup Taller Llunàtic, concebut com una publicació per ser enviada gratuïtament (Mail Art) que consta de 21 exemplars, apareguts entre el 1975 i el 1982. S'imprimí en blanc i negre a Palma, Mallorca, per l'Editora Balear i, tant el format, com la distribució i els textos i manifests que promovia el grup, s'acostava a l'Art Conceptual. Els seus editors foren: Andreu Terrades, Steva Terrades, Sara Gibert i Bartomeu Cabot, membres del moviment Nova Plàstica Mallorquina. Cada número fou concebut per un artista, excepte bàsicament alguns números col·lectius publicats amb motiu d'exposicions. Hi col·laboraren, a més dels editors, Damià Ferrà-Ponç, Miquel Barceló, Joan Palou, Josep Albertí, Biel Mesquida, Richard Bruno, Eugènia Balcells, Barbara Rosenthal, Bob Wade, Xavier Mariscal, Toni Catany, Antoni Muntadas i Julien Blaine, entre d'altres.